# Sršići (Malinska – Dubašnica)
Sršići su naselje u Hrvatskoj u sastavu općine Malinske – Dubašnice. Nalaze se u Primorsko-goranskoj županiji.

## Zemljopis
Nalaze se na otoku Krku. Jugozapadno su Sveti Vid-Miholjice, Radići i Maršići, sjeverozapadno su Njivice, sjeverno je jezero Jezero, sjeveroistočno su Sužan i Tribulje, istočno su Klanice, jugoistočno su Sveti Ivan Dobrinjski, Rasopasno i Gabonjin.

## Stanovništvo
| broj stanovnika | 62    | 68    | 59    | 63    | 55    | 39    | 35    | 26    | 13    | 7     | 7     | 4     |       |       |       |       |       |
|                 | 1857. | 1869. | 1880. | 1890. | 1900. | 1910. | 1921. | 1931. | 1948. | 1953. | 1961. | 1971. | 1981. | 1991. | 2001. | 2011. | 2021. |